# Tincleton
Tincleton – wieś w Anglii, w hrabstwie Dorset. Leży 8 km na północny wschód od miasta Dorchester i 177 km na południowy zachód od Londynu.